# Picea saaghii
Picea saaghii là một loài thực vật hạt trần trong họ Pinaceae. Loài này được Gáyer mô tả khoa học đầu tiên năm 1929.